# Château de Voisins (Saint-Hilarion)
Pour les articles homonymes, voir Château de Voisins.
Ne doit pas être confondu avec le château de Saint-Hilarion sur l'île de Chypre.
Le château de Voisins a été construit entre 1903 et 1906 à Saint-Hilarion, dans les Yvelines, par l'architecte René Sergent et le paysagiste Achille Duchêne.

## Localisation
Le domaine du château dont l'étang est alimenté par la Guéville se trouve à mi-chemin entre Épernon et Rambouillet.

## Historique

### Le château
On trouve trace de Visiniolo (Voisins) dans le précepte du roi Pépin le Bref de 768, concédant au monastère de Saint-Denis la forêt d'Yveline, dont Rumbelitum (Rambouillet) et d'une famille de ce nom au XIIIe siècle.

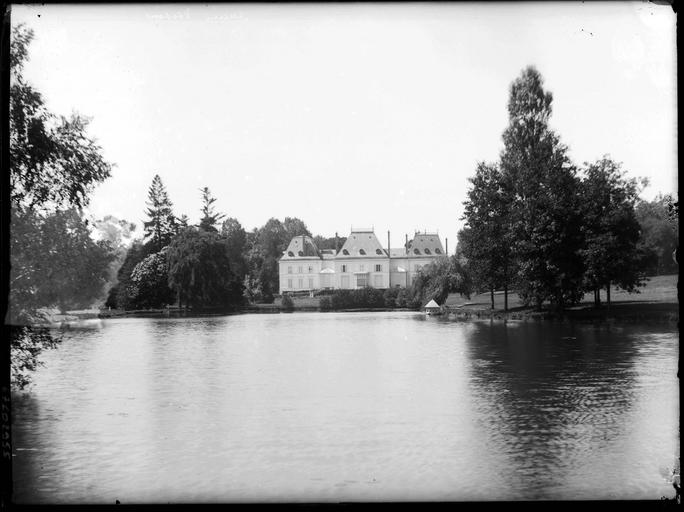
L'ancien château du marquis de Croismare.

À cet emplacement se trouvait, dès le XIVe siècle, un simple manoir au cœur d'un petit domaine. 
Passant de mains en mains, le domaine est remanié et agrandi, en particulier à la fin du XVIIIe siècle par le marquis de Croismare, ancien gouverneur de la Petite Écurie de Louis XV, qui fit embellir cette « méchante campagne » par Ange-Jacques Gabriel, dont les plans signés et datés de 1779 sont conservés dans les archives du château. 
Vendue successivement en 1800, 1831, 1859, 1872 et 1892, cette terre de rapport vit sa superficie portée à 1 100 hectares de fermes et de bois.
En 1892, il est acquis par le comte Edmond de Fels, diplomate, historien et écrivain d'origine suédoise, qui venait d'épouser Jeanne Lebaudy (1865-1943), richissime héritière de la célèbre dynastie sucrière, et qui le qualifia bientôt de « chimérique réalisateur ». Le comte décida en effet de raser le château et fit appel à l'architecte Ernest Sanson pour construire sur ses instructions une nouvelle demeure. 
Quoique le style du bâtiment fût très composite, le nouveau propriétaire demanda d'abord au paysagiste Henri Duchêne des projets pour une éventuelle restauration. 
Les deux hommes s'affrontèrent rapidement à la fois à propos de l'emplacement de la construction et du style des jardins, et l'architecte démissionna.
L'entrepreneur du chantier inachevé recommanda alors au comte de Fels de faire appel à René Sergent, collaborateur pendant vingt ans de Sanson et son possible successeur, qui édifia de 1903 à 1906, sur le modèle du proche château de Saint-Hubert (1755), dû à Ange-Jacques Gabriel, un vaste château dans le style du XVIIIe siècle, plus « Gabriel » que l'œuvre originale de celui-ci, dont la silhouette rappelle à la fois l'École militaire de Paris (1751-1769) et le château du Marais par Jean-Benoît-Vincent Barré (1770), acquis en 1897 du duc de Noailles par le comte Boniface de Castellane, époux de 1895 à 1906 de la richissime Anna Gould, fille et héritière du « roi des chemins de fer américains ».
Cette résidence de campagne et de chasse fut conçue sur le modèle des grands hôtels du début du XXe siècle, avec sous-sol et entresol dévolus au service, monte-plats, monte-charge, dix-sept chambres d'amis, huit chambres secondaires et onze chambres de domestiques, dotée de chauffages électrique et central invisibles, à air pulsé dans les pièces de réception, canalisations d'eau chaude et froide, évacuation des eaux usées, etc. 
Les travaux colossaux — 460 000 m3 de terre déplacés, déviation par la compagnie des chemins de fer de l'Ouest de la ligne de Chartres afin d'aménager un quai de débarquement des pierres de Méru, ensuite taillées sur place — qui s'élevèrent à la somme de 4 millions de francs-or pour le seul gros œuvre, auraient été financés par les intérêts de la dot de la comtesse, dont un buste orne un salon, et le portrait d'apparat par Frédéric Vallet-Bisson (1907) la bibliothèque.
« M. de Fels avait eu du mérite à voir grand, quand nous commencions en France à penser petit, à construire nos demeures en matériaux éphémères et maquillés, à nous satisfaire d'y vivre au jour le jour ».
L’aménagement des jardins, des bâtiments annexes, des pièces d’eau, fut exécuté de 1903 à 1929, en quatre campagnes de deux ans chacune ; il est dû aux paysagistes Henri et Achille Duchêne ; le parc présentait une importante série de sculptures décoratives de plein air dont des copies d'antiques, des statues par – ou attribuées à – Jean de Bologne, Caffieri, Girardon, Guérin, Clodion, Popineau, des moulages de vases de Gabriel et urnes anciennes par Jules Visseaux et des œuvres modernes, de Georges Gardet, Landowski, Lejeune[réf. nécessaire].
Cet ensemble unique est l'une des créations les plus achevées de l'École d'architecture classique d'avant la Première Guerre mondiale et l'un des derniers grands châteaux construits en France, avec le château d'Artigny, bâti pour le parfumeur François Coty à Montbazon, et le château de Trévarez, construit en 1907 pour le comte James de Kerjégu à Saint-Goazec (Finistère). 
Sergent et son fastueux client y créèrent un style rêvé, sorte de XVIIIe idéal, qu'on appellera le « style Louis XVII ».
« Ce qui me plaît ici, c'est que rien n'y est en simili. On ne veut plus admettre qu'il y a une matière noble. Le temps se chargera d'en démontrer la valeur » en a dit Boni de Castellane.
Le château est partiellement classé au titre des monuments historiques par arrêté du 30 décembre 1983.

### Séjour de Pétain en mai 1944
Le 7 mai 1944, Cecil von Renthe-Fink, « délégué spécial diplomatique du Führer auprès du chef de l'État français », diplomate allemand nommé par Hitler et Ribbentrop, placé, le 28 décembre 1943, par Otto Abetz auprès du maréchal Pétain, pour le surveiller, lui fait quitter Vichy avec son épouse et sa suite, dans dix-huit voitures (dont onze d'escorte policière allemande). Le motif invoqué officiellement par les Allemands était d'assurer la sauvegarde du maréchal en cas de débarquement allié.
Installé au château, le maréchal y reçoit, entre autres, Philippe Henriot, l'amiral Platon, Marcel Déat, nouveau ministre du Travail et de la Solidarité nationale, qui rêve de le dresser contre Pierre Laval, chef du Gouvernement, ainsi que le général von Stülpnagel et le maréchal von Rundstedt, puis Laval et Darnand. Il visite l'École nationale de bergerie de Rambouillet, rend visite à la reine Amélie de Portugal à Versailles et va s'incliner sur la tombe du maréchal Joffre à Louveciennes où il est accueilli par la maréchale. Il lance quelques invitations, parfois déclinées. Il va « porter le réconfort de sa présence » aux populations de Rouen, bombardées par les Anglais et les Américains, le 14 mai 1944. 
Le succès populaire — voire mis en scène par le gouvernement — de ses voyages à Paris le 26 avril 1944 et à Rouen le 14 mai inquiétant les Allemands, ceux-ci jugent plus sage de le renvoyer à Vichy le 26 mai 1944, où il retourne donc, après avoir visité Nancy, Épinal et Dijon,.

## Cinéma et télévision
Le château a servi de lieu de tournage pour plusieurs films et téléfilms, notamment :
- Le Bon Plaisir (1984), de Francis Girod ;
- Mon beau-frère a tué ma sœur (1986), de Jacques Rouffio ;
- l'État de grâce (1986), de Jacques Rouffio, dans lequel il sert de décor à certaines scènes censées se dérouler au palais de l'Élysée (perron, cour, bureau de la présidente) ;
- La Totale ! (1991), de Claude Zidi ;
- On peut toujours rêver (1991), de Pierre Richard ;
- Les Veufs (1993), de Max Fischer ;
- Vatel (2000), de Roland Joffé ;
- Les Larmes d'un homme (2000), de Sally Potter ;
- Une vie (2004), d'Élisabeth Rappeneau, adaptation télévisée du roman de Guy de Maupassant (vestibule et salons) ;
- Président (2006), de Lionel Delplanque, dans lequel il fournit également le cadre de scènes situées à l'Élysée (salle du Conseil des ministres) ;
- Requiem pour une tueuse (2011), de Jérôme Le Maire ;
- Madame Solario (2012), de René Féret ;
- La Rupture (2013), de Laurent Heynemann ;
- Les Hommes de l'ombre, saison 2 (2014), de Jean-Marc Brondolo, pour certaines scènes d'intérieur situées à l'Élysée[16] ;
- Hunger Games : La Révolte (2015), de Francis Lawrence, toutes les scènes à l'intérieur du manoir du président Snow, et lorsque Katniss Everdeen se rend à la roseraie située dans le parc du château[17]
- The Collection (2016), de Amazon Studios ;
- Éternité (2016) de Trần Anh Hùng scène d'intérieur (récital) ;
- Money (2017) de Gela Babluani scènes d'intérieur ;
- Baron noir de par Ziad Doueiri, Antoine Chevrollier et Thomas Bourguignon, (saison 2) scènes d'intérieur de l'Elysée ;
- Les Tuche 3 : Liberté, Égalité, FraterniTuche (2018), d'Olivier Baroux ;
- Le Bazar de la Charité (2019), d'Alexandre Laurent scènes d'intérieur [18].
- Fox Hunt (2021), de Léo Zhang ;
- Jeff Panacloc : À la poursuite de Jean-Marc (2023) de Pierre-François Martin-Laval
- Jeux d'influence (2023)  série télévisée Saison 2 de Jean-Xavier de Lestrade ;
- Second Tour (2023) d'Albert Dupontel
- Tapie (2023) série télévisée de Tristan Séguéla et Olivier Demangel